# بلدة غراند بلانك (ميشيغان)
غراند بلانك (بالإنجليزية: Grand Blanc Township, Michigan)‏ هي بلدة تقع في مقاطعة جينيسي (ميشيغان) بولاية ميشيغان في الولايات المتحدة. تبلغ مساحتها 84.8 (كم²)، وترتفع عن سطح البحر 258 م، بلغ عدد سكانها 35705 نسمة في عام 2010 حسب إحصاء مكتب تعداد الولايات المتحدة وتصل الكثافة السكانية فيها 353.1 نسمة/كم2.

## الجغرافيا
وفقاً لمكتب تعداد الولايات المتحدة، تبلغ المساحة الإجمالية لبلدة غراند بلانك 32.7 ميل مربع (85 كـم2)، منها 32.6 ميل مربع (84 كـم2) يابسة و0.1 ميل مربع (0.26 كـم2) (0.37%) مسطحات مائية.يتدفق نهر ثريد كريك، أحد روافد نهر فلينت من الجنوب إلى الشمال عبر البلدة.

## أعلام
- جون ك. دايتون

## وصلات خارجية
- twp.grand-blanc.mi.us
- The US50 - Cities and Towns in Michigan State
- Michigan Cities and Towns, Facts, Map, Flag, Colleges, Government, and More